# Rino Marchesi
Rino Marchesi (San Giuliano Milanese, Provincia de Milán, Italia, 11 de junio de 1937) es un exfutbolista y director técnico italiano. Se desempeñaba en la posición de centrocampista.

## Selección nacional
Fue internacional con la selección de fútbol de Italia en 2 ocasiones. Debutó el 15 de junio de 1961, en un encuentro amistoso ante la selección de Argentina que finalizó con marcador de 4-1 a favor de los italianos.

## Clubes

### Como futbolista
| Club                | País   | Año         |
| ------------------- | ------ | ----------- |
| Atalanta B. C.      | Italia | 1957 - 1960 |
| A. C. F. Fiorentina | Italia | 1960 - 1966 |
| S. S. Lazio         | Italia | 1966 - 1971 |
| A. C. Prato         | Italia | 1971 - 1973 |

### Como entrenador
| Club               | País   | Año         |
| ------------------ | ------ | ----------- |
| Montevarchi Calcio | Italia | 1973 - 1974 |
| Mantova F. C.      | Italia | 1974 - 1976 |
| Ternana Calcio     | Italia | 1977 - 1978 |
| A. S. Avellino     | Italia | 1978 - 1980 |
| S. S. C. Napoli    | Italia | 1980 - 1982 |
| Inter de Milán     | Italia | 1982 - 1983 |
| S. S. C. Napoli    | Italia | 1983 - 1985 |
| Calcio Como        | Italia | 1985 - 1986 |
| Juventus F. C.     | Italia | 1986 - 1988 |
| Calcio Como        | Italia | 1988 - 1989 |
| Udinese Calcio     | Italia | 1989 - 1991 |
| Unione Venezia     | Italia | 1991 - 1992 |
| Ars et Labor 1907  | Italia | 1992 - 1993 |
| U. S. Lecce        | Italia | 1993 - 1994 |

## Palmarés

### Como futbolista

#### Campeonatos nacionales
| Título      | Club                | País   | Año     |
| ----------- | ------------------- | ------ | ------- |
| Serie B     | Atalanta B. C.      | Italia | 1958-59 |
| Copa Italia | A. C. F. Fiorentina | Italia | 1960-61 |
| Copa Italia | A. C. F. Fiorentina | Italia | 1965-66 |
| Serie B     | S. S. Lazio         | Italia | 1968-69 |

#### Copas internacionales
| Título            | Club                | País   | Año     |
| ----------------- | ------------------- | ------ | ------- |
| Recopa de Europa  | A. C. F. Fiorentina | Italia | 1960-61 |
| Copa de los Alpes | A. C. F. Fiorentina | Italia | 1960-61 |
| Copa Mitropa      | A. C. F. Fiorentina | Italia | 1966    |
| Copa de los Alpes | S. S. Lazio         | Italia | 1971    |